# Macrochaeta sexoculata
Macrochaeta sexoculata är en ringmaskart som först beskrevs av Webster och Benedict 1887.  Macrochaeta sexoculata ingår i släktet Macrochaeta och familjen Acrocirridae. Inga underarter finns listade i Catalogue of Life.